# Titularbistum Apt
Apt ist ein Titularbistum der römisch-katholischen Kirche.
Es geht zurück auf einen Bischofssitz in der Stadt Apt, die sich in der französischen Region Provence-Alpes-Côte d’Azur befindet. Das Bistum Apt war dem Erzbistum Marseille als Suffraganbistum unterstellt und wurde 1801 aufgelöst.
| Titularbischöfe von Apt |                 |                                          |                  |     |
| Nr.                     | Name            | Amt                                      | von              | bis |
| 1                       | Jean-Luc Hudsyn | Weihbischof in Mecheln-Brüssel (Belgien) | 22. Februar 2011 |     |